# Madeleine Boullogne
Madeleine Boullogne, född 24 juli 1646, död 30 januari 1710, var en fransk konstnär. Hon utförde främst stilleben i barock.
Hon var från 1669 medlem av Académie Royale de Peinture et de Sculpture. Hon valdes in samma år som sin syster Geneviève Boullogne, och de blev därmed den andra respektive tredje kvinnliga medlemmen i akademiens historia efter Catherine Girardon. 
Madeleine Boullogne var dotter till konstnären Louis Boullogne och syster till konstnärerna Louis de Boullogne, Bon Boullogne och Genevieve Boullogne.